# Nevus melanocític congènit
El nevus melanocític congènit és un tipus de nevus melanocític que es troba en els nadons al néixer. Aquest tipus de marca de naixement es produeix en un 1% aproximat de nadons a tot el món; es troba a la zona del cap i del coll un 15% de les vegades.

## Signes i símptomes

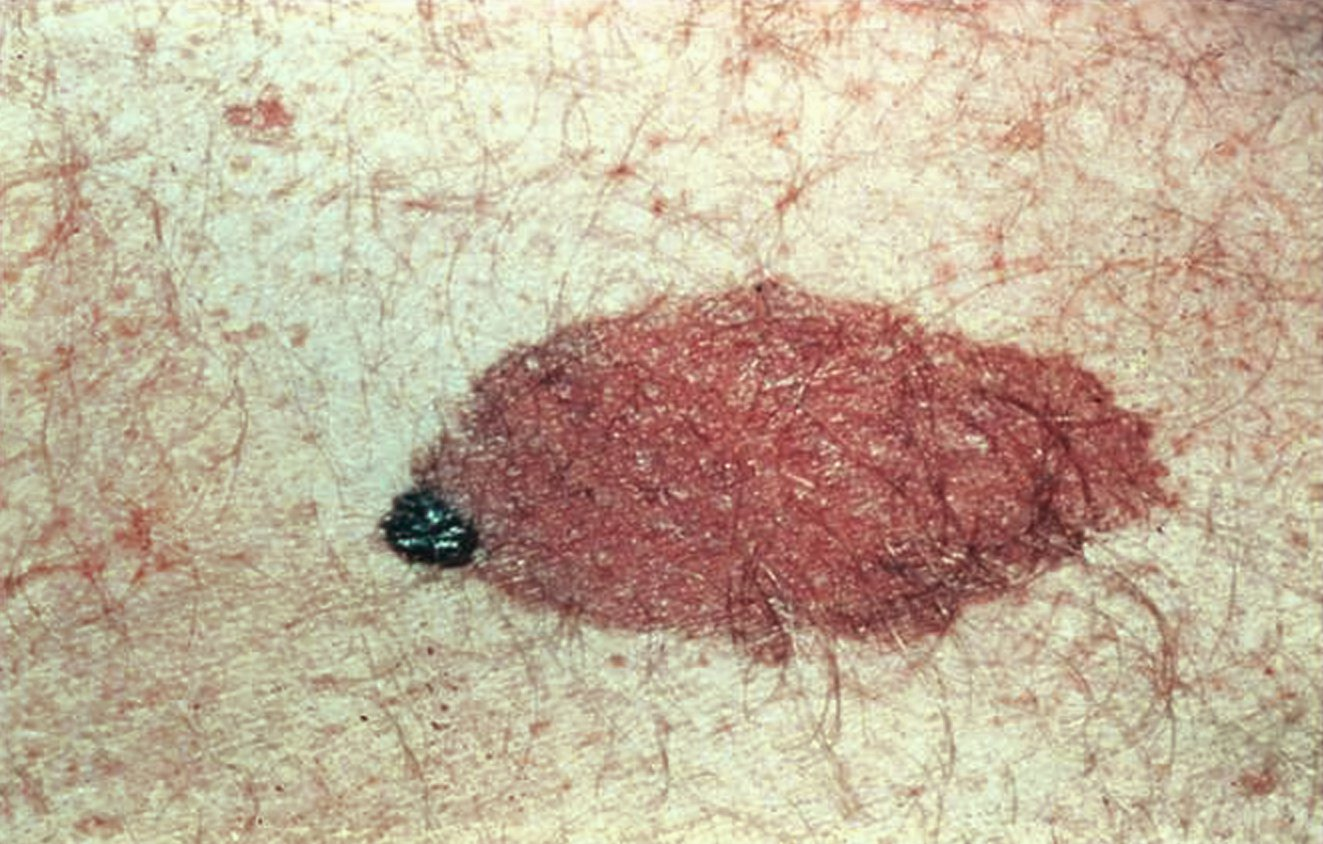
Nevus congènit. Observeu la coloració variable i la vora lleugerament irregular.

El nevus melanocític congènit apareix com a màcula o placa circumscrita, marró clar a negre, potencialment molt heterogènia de consistència, que cobreix qualsevol mida de superfície i qualsevol part del cos.
En comparació amb un nevus melanocític, els congènits solen tenir un diàmetre més gran i poden tenir un excés de pèl terminal, una trastorn anomenat hipertricosi. Si es major de 40 cm de diàmetre (en l'adult) i amb hipertricosi, de vegades s'anomena nevus pilós gegant; més generalment aquestes formes més grans es coneixen com a nevus melanocític congènit gran o gegant. La prevalença estimada de les formes més grans és del 0,002% dels naixements.
Els nevus melanocítics sovint creixen proporcionalment a la mida del cos a mesura que el nen creix. Llavors, sovint desenvolupen gruix i augmenten, encara que aquestes característiques també poden estar presents des del naixement. Sovint es formen pèls importants, sobretot després de la pubertat. Amb la maduresa, el nevus pot tenir variacions de color, i la superfície podria tenir textura amb creixements proliferatius.

## Classificació

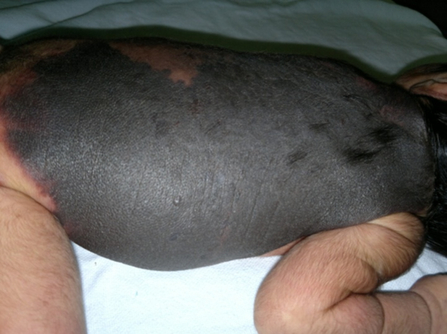
Nevus melanocític congènit gegant en nounat

Els nevus melanocítics congènits es poden dividir en els següents tipus::690–1
- Nevus melanocític congènit de mida petita es defineix com un diàmetre inferior a 2 cm.[2]:690
- Nevus melanocític congènit de mida mitjana es defineix com un diàmetre de més de 2 cm però inferior a 20 cm.[2]:690
- Nevus melanocític congènit gegant (també conegut com a "nevus pilós gegant" i "nevus pigmentosus et pilosus") es defineix per una o diverses màcules grans, pigmentades foscament i de vegades peludes.[2]:690[3]

## Tractament
L'excisió quirúrgica és l'estàndard assistencial. Algunes persones defensen l'ús de làser per a la depilació per al tractament dels nevus congènits. Tot i que això és probable i eficaç per a petits nevus congènits, l'eliminació amb làser per a lesions més grans pot suposar una responsabilitat per al dermatòleg que l'utilitza si la malignitat es desenvolupa a partir d'un component profund (dèrmic) del nevus al qual no s'afecta pel làser. La repigmentació després del tractament amb làser dels nevus congènit o curetatge superficial confirma aquest problema.
Molts s'eliminen quirúrgicament per estètica i alleujament de la càrrega psicosocial, però també s'aconsella l'excisió per a la prevenció del càncer, encara que el benefici és impossible de valorar per a un pacient en concret. Els nòduls proliferatius solen ser biopsiats i solen ser, però no sempre, benignes. Les estimacions de transformació en melanoma varien del 2-42% en la literatura, però es considera que es troba més aviat a l'extrem baix d'aquest espectre a causa de l'actuació precoç dels metges (amb l'excisió preventiva).

## Pronòstic
Els nevus congènits grans i especialment els gegants tenen un risc més elevat de degeneració maligna a melanoma. A causa del potencial premaligne, és una pràctica clínica acceptable eliminar els nevus congènits de manera electiva en tots els pacients.